# Kazuko Ito-Yamaizumi
Kazuko Ito-Yamaizumi (Japans: 山泉 和子) (Osaka, 17 januari 1935 - 27 augustus 2024) was een Japans professioneel tafeltennisster. Zij werd vijfmaal wereldkampioen tafeltennis.

## Belangrijkste resultaten
- Goud met het team op de wereldkampioenschappen 1959.
- Goud in het vrouwen dubbelspel op de wereldkampioenschappen 1959 met Taeko Namba.
- Goud met het team op de wereldkampioenschappen 1961.
- Goud met het team op de wereldkampioenschappen 1963.
- Goud in het gemengd dubbelspel op de wereldkampioenschappen 1963 met Koji Kimura.